# ICCF Danmark
ICCF Danmark er en dansk skakorganisation for korrespondanceskak, som er en del af International Correspondence Chess Federation (ICCF).
I 1903 dannede flere skakklubber i Jylland en skakunion, der blev omdøbt til Dansk Skak Union i 1905.

## Mesterskaber
I 1980 blev Jørn Sloth den første danske verdensmester i korrespondanceskak, dahan vandt det ottende verdensmesterskab.
European Champions: Jorn Sloth (8),
Derudover har følgende personer vundet det europæiske mesterskab i korrespondanceskak:
- Jørn Sloth (8. europamesterskab)
- Ove Ekebjaerg (10. europamesterskab)[5]
- Henrik Sørensen (13. europamesterskab)
- Arne Sørensen (19. europamesterskab)
- Bent Sørensen (20. europamesterskab)
- Sven Pedersen (21. europamesterskab)

## Spillere med titler

### Stormestre
- Erik Bang[6]
- Ove Ekebjærg[7]
- Niels Jørgen Fries Nielsen[8]
- Curt Hansen
- Arne Bjørn Jørgensen[9]
- Jan du Jardin[10]
- Allan Astrup Jensen[11]
- Martin Lohse[12]
- Jens Hartung Nielsen[13]
- Allan Poulsen[14]
- Bent Sørensen[15]
- Jørn Sloth[16]

### Senior internationale mestre
- Erik Barfoed
- Anders Berggreen
- Lars Hyldkrog
- Svend Erik Kramer
- Ove Kroll
- Niels Lauritsen
- Henrik B. Pedersen
- Ove Søgaard
- Emil Christensen

### Internationale mestre
- Svend Erik Andersen
- Nikolaj Borge
- Jan S. Christensen
- Tonny Christiansen
- Niels Danstrup
- Joe Flyckt-Olsen
- Jens Ove Fries Nielsen
- Jens Haagen Hansen
- Mads Smith Hansen
- Henrik Holmsgaard
- Aage Ingerslev
- Ib V. N. Jensen
- Vagn Jensen
- Klaus Høeck Johnsen
- Svend Kingsø
- Poul Kleiminger
- Claes Løfgren
- Jens Bak Larsen
- Hans Jørgen Lassen
- Torsten Lindestrøm
- Hans Chr. Lykke
- Christian Waagner Nielsen
- Mogens (Esbjerg) Nielsen
- Jens Otto Pedersen
- Sven Pedersen
- Søren Peschardt
- Viggo Bove Quist
- Aksel Ros
- Per Bille Sømod
- Arne Sørensen
- Henrik Sørensen
- Henrik Svane
- Hans Tanggaard
- Michael Tettinek
- Keld Thomsen
- Thomas Tronhjem